# سپیدپرد
سپیدپرد (به لاتین: Sipiyəpart) یک منطقهٔ مسکونی در جمهوری آذربایجان است که در شهرستان آستارا واقع شده‌است. سپیدپرد ۶۱۶ نفر جمعیت دارد.

## ریشه واژه
پرد در زبان تالشی به معنای پل و سپیا به معنی سفید است و سپیدپرد یا سپیه‌پرد به معنای پل سفید است.